# 小小大星球2
《小小大星球2》為索尼旗下的Media Molecule所開發的動作冒險遊戲，由索尼欧洲部發行，适用PlayStation 3平台。
《小小大星球2》是 2008年10月推出的小小大星球系列作品，承襲前作融合「遊玩、創作、分享」要素的遊戲系統並加以大幅強化，玩家將可利用全新的遊戲系統創造出自己專屬的角色外型、定義動作模組、創作音樂以及利用內建攝影機系統錄製影片分享至網路上，讓玩家不只能打造原創新關卡，甚至還能打造原創新遊戲。

## 故事背景
玩家将继续麻布男孩的旅程。一个出现在小小大星球天空中、跨越不同维度的真空吸引器开始吸收星球上的居民，包括麻布男孩。拉里·达芬奇——半秘密组织“同盟军”的领袖，加入来营救麻布男孩的行动，以避免他陷入“反面”时空。该组织向“反面”宣战，在它毁灭小小大星球前将其打败。

## 特色系統
導入了全新的「音樂編曲機（Music Sequencer）」，讓玩家可以編輯樂曲運用於自創遊戲中，而不再只是套用遊戲預設的樂曲。該編曲及提供了豐富的樂器可供選擇，並能與遊戲中的機關串連在一起，創作出與遊戲互動的音樂演出。
大幅強化系列特色的創作功能，並新增包括「直接控制器」、「抓取手套」、「創作槍」、「彈跳墊」、「鉤爪」等提升操控多樣性的裝置，讓玩家得以突破既有橫向捲軸平台跳躍類型框架，創造出運動、射擊、競速等不同類型的遊戲。
收錄超過 50 個豐富多變的關卡，透過全新遊戲引擎呈現更美麗的畫面與更鮮活的互動。遊戲中玩家將與眾多個性鮮明的角色組成聯盟共同行動，對抗奪走一切的邪惡負面機器族（Negativitron），拯救美好的手工藝世界（Craftworld）。

## 延伸作品

### 布娃娃的史前大冒險
LittleBigPlanet: Sackboy's Prehistoric Moves(布娃娃的史前大冒險)本作品為Supermassive Games與索尼電腦娛樂世界工作室(SIE WWS)旗下XDev共同獨立製作的全新作品,此遊戲需配合PlayStation Move控制器與PlayStation Eye Camer才可以使用、並且可以2-5人多連遊玩。
LittleBigPlanet™ 小小大星球:布娃娃的史前大冒險是一個全新的PSN遊戲，您將得知當布娃娃手執PlayStation®Move時會發生哪些新奇有趣的事情！和好友們一同探索全新主題中的10道關卡。您將需要一支PlayStation®Move 動態控制器、PlayStation®Eye攝影機、DUALSHOCK®3 無線控制器以及呼朋引伴一起遊玩！
布娃娃的史前大冒險以恐龍棲息的園地為舞台，當中有隻巨大的邪惡爆龍佔地為王。您將面臨精密機械所帶來機關挑戰，遊戲進行中您將會需要朋友的協助。現在就穿上獸皮、召集朋友（最多四人）在詭變多端的熱帶叢林以及火山岩漿中展開歷險：手執PlayStation®Move動態控制器的玩者將披荊斬棘引領其他成員，通過層層機關以及許多觸發式平台，而其他玩者將操作DUALSHOCK®3 無線控制器通過各個關卡。

## 外部連結
- （英文）—《小小大星球》英文官方網站[永久]
- （英文）—《小小大星球2》英文官方網站